# JTE-907
JTE-907 je lek koji se koristi u naučnim istraživanjima. On deluje kao selektivni inverzni agonist CB2 receptora. On ima antiinflamatorno dejstvo u životinjskim studijama. Smatra se da posreduje interakciju između CB2 receptora u IgE.